# 噬肉海豹属
噬肉海豹属（学名：Sarcodectes）是海豹科下的一个属。

## 下属物种
本属包括以下物种：
- 巨大噬肉海豹 Sarcodectes magnus Rule, Adams, Rovinsky, Hocking, Evans & Fitzgerald, 2020